# Arisztotelianizmus

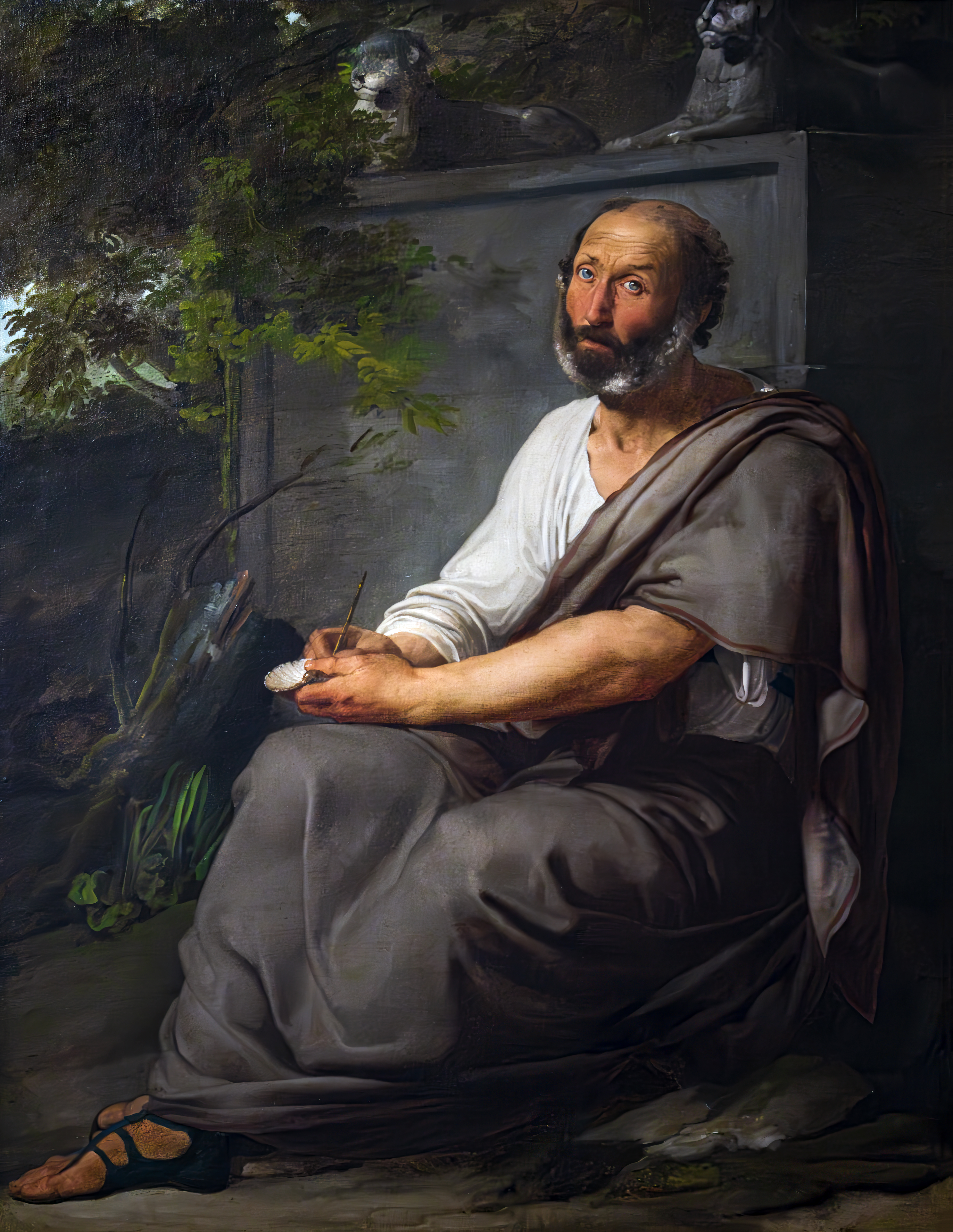
Arisztotelész
(Francesco Hayez festménye)

Az arisztotelianizmus  (peripatetikusok) Arisztotelész tanításaira épülő filozófiai irányzat. A kritikusok gyakran Platón idealizmusának ellenzőit is így nevezik.

## Görög arisztotelianizmus
Az első arisztoteliánus rhodoszi Andronikosz volt, aki elrendezte a Corpus Aristotelicumot („Arisztotelész összes művei”). A másik nagy korai arisztoteliánus, Arisztotelész első nagy kommentátora aphrodisziaszi Alexandrosz volt. Neki köszönhetjük a legtöbb fennmaradt Arisztotelész-szöveget is. Őt követte Ammoniusz Hermiae.

## Arab arisztotelianizmus
Az arab világba Arisztotelész tanai késői peripatetikus és az újplatonikus iskola kommentátorain keresztül jutottak el. Ezek az arab bölcsek, akik érdeklődtek a görög filozófia, így Arisztotelész iránt is, inkább tudósok, orvosok voltak, figyelmük ezért túlnyomórészt olyan írások felé fordult, amelyek segíthették szakismereteik elmélyítését.
A bagdadi peripatetikus iskola megalapítója, a kiváló muszlim filozófus, al-Fárábí tanítómestere, Abú Bisr Mattá ibn Júnusz volt, aki elsőnek fordította görögből arabra a Poétikát. A másik nagy és ismert fordítást a jakobita Jahjá ibn Adí készítette 960 körül. Ezt a második fordítást 1200 körül kommentálta Avicenna (Ibn Színá), majd 1174 táján Averroës (Ibn Rusd) is írt egy hosszabb kommentárt.

## Zsidó arisztotelianizmus
A középkori zsidó arisztotelianizmus legismertebb képviselője Maimonidész volt. Egyik fő feladatának azt tekintette, hogy bebizonyítsa: az arisztotelianizmus nincs ellentétben Izrael ősi hitével.

## Arisztotelianizmus a középkori Európában
Arisztotelész filozófiáját a 12. század elejéig Európa elfelejtette. Ekkor történtek az első latin nyelvű fordítások, s innen kezdődően a kor meghatározó személyiségévé vált. Nemcsak Arisztotelész gondolkodását vették át, hanem tanítási módját is, az egyetemeken és a szemináriumokon a dialógusforma volt a meghatározó.
A reneszánsz idején az arisztotelianizmus páduai központtal újjáéledt. Fontosabb képviselői: Pietro Pomponazzi és Jacopo Zabarella voltak. Magyar képviselőjük Enyedi György unitárius püspök volt, aki Zabarellától tanult.